# Longueur de rugosité
La longueur de rugosité efficace (z0) est un paramètre de longueur caractéristique relié à l'effet de la rugosité de surface dans un flux complètement turbulent. Dans le modèle du profil logarithmique des vitesses de la couche limite, ce paramètre est équivalent à la hauteur à laquelle la vitesse théorique du vent deviendrait nulle,, Sous cette hauteur, la vitesse du vent ne suit plus une loi logarithmique.
Bien que n'étant pas en soi une quantité physique, cette longueur peut être considérée comme une échelle de longueur représentant la rugosité de la surface reliée à la hauteur des obstacles dans une zone donnée. La longueur de rugosité est un concept important en météorologie urbaine en ce sens que les constructions de grande hauteur comme les gratte-ciels ont une influence importante sur la répartition des vents et la longueur de rugosité. 

## Définition
La longueur de rugosité est approximativement égale à 1/10 de la hauteur des éléments de la surface. Par exemple, une herbe rase d'épaisseur 1 cm a une longueur de rugosité de approximativement 1 mm. Une surface sera plus rugueuse si elle possède des protubérances plus importantes. Ainsi, la forêt boréale aura une longueur de rugosité plus importante que la tundra.
Une formule plus complexe calculant la longueur de rugosité est la suivante :
{\displaystyle z_{0}={h^{*} \over 2}\times {s_{s} \over S_{L}}}
où ss est la section efficace de l'obstacle et SL est l'inverse de la densité des obstacles par unité de surface.
Au-dessus de la mer, la longueur de rugosité est donnée par la relation de Charnock :
{\displaystyle z_{0}=0,015\times {u_{*}^{2} \over g}}
où g est l'accélération de la gravité.

## Valeurs caractéristiques
Les longueurs de rugosité typiques tirées de la référence   sont :
| Description du terrain                                       | z0 (m) |
| Pleine mer, fetch d’au moins 5 km                            | 0,0002 |
| Vasières, terrain enneigé ; ni végétation, ni obstacle       | 0,005  |
| Terrain plat et dégagé ; herbe, quelques obstacles isolés    | 0,03   |
| Cultures basses ; gros obstacles occasionnels, x/H > 20      | 0,10   |
| Cultures hautes ; obstacles dispersés, 15 < x/H < 20         | 0,25   |
| Bois, broussailles ; nombreux obstacles, x/H ≈ 10            | 0,5    |
| Gros obstacles régulièrement répartis (banlieues, forêts)    | 1,0    |
| Agglomérations comprenant des bâtiments de diverses hauteurs | ≥2     |